# Nancy Lenehan
Nancy Lenehan (Long Island (New York), 26 april 1953) is een Amerikaans actrice.

## Biografie
Lenehan werd geboren in Long Island (New York) en groeide op in de staat Florida.
Lenehan begon in 1980 met de film Smokey and the Bandit II. Hierna heeft zij nog meerdere rollen gespeeld in films en televisieseries zoals She's Having a Baby (1988), The Great Outdoors (1988), Ellen (1996-1997), Grace Under Fire (1993-1998), Full Frontal (2002), Married to the Kellys (2003-2004), The Savages (2007), My Name Is Earl (2005-2008), Worst Week (2008-2009) en The New Adventures of Old Christine (2006-2010).
Lenehan is getrouwd en heeft uit dit huwelijk twee kinderen, en woont met haar gezin in Los Angeles.

## Filmografie

### Films
Selectie:
- 2024 Night Swim - als Kay
- 2017 Battle of the Sexes - als moeder van Billie
- 2014 Sex Tape - als Linda
- 2007 The Savages – als raadgeefster
- 2005 Beauty Shop – als Mrs. Struggs
- 2002 Catch Me If You Can – als Carol Strong
- 2002 Adaptation – als moeder van Kaufman
- 2002 Full Frontal – als vrouw in vliegtuig
- 1998 Pleasantville – als Marge Jenkins
- 1994 Amelia Earhart: The Final Flight – als radiogastvrouw
- 1988 The Great Outdoors – als serveerster
- 1988 She's Having a Baby – als Cynthia

### Televisieseries
Selectie:
- 2019-2020 Bless This Mess - als Deb - 13 afl.
- 2018-2020 Man with a Plan - als Alice - 2 afl.
- 2014-2019 Veep - als mrs. Ryan - 11 afl.
- 2016-2017 People of Earth - als Margaret Flood - 20 afl.
- 2013-2014 How I Met Your Mother - als Cheryl Whitaker - 2 afl.
- 2011-2012 How to Be a Gentleman – als Diane – 9 afl.
- 2006-2010 The New Adventures of Old Christine –  als adjunct-directrice Marci Nunley – 6 afl.
- 2008-2009 Worst Week – als Angela Clayton – 16 afl.
- 2005-2008 My Name Is Earl – als Kay Hickey – 10 afl.
- 2003-2004 Married to the Kelly – als Sandy Kelly – 20 afl.
- 2002 Ally McBeal – als schoolhoofd Deborah Harkness – 2 afl.
- 1999-2001 Felicity – als Faye Rotundi – 3 afl.
- 1993-1998 Grace Under Fire – als Audrey Sheffield – 12 afl.
- 1996-1997 Ellen – als Margaret Reed – 4 afl.
- 1996 The Faculty – als Daisy Skelnick – 13 afl.
- 1992 Great Scott! – als Beverly Melrod – 13 afl.
- 1982 Hill Street Blues – als Katy Moore – 2 afl.

- International Standard Name Identifier: 0000 0000 7817 0772
- Library of Congress Control Number: no2010058964
- Virtual International Authority File: 120535103
- WorldCat: E39PBJvRRxwQW8v4p87CK4dRKd